# カトリック大阪高松大司教区
カトリック大阪高松大司教区（カトリックおおさかたかまつだいしきょうく、羅: Archidioecesis Osakensis-Takamatsuensis、英: Roman Catholic Archdiocese of Osaka-Takamatsu）は、大阪府、兵庫県、和歌山県、香川県、愛媛県、徳島県、高知県の司牧を担当し、名古屋教区、京都教区、広島教区を管轄するカトリック教会の大司教区。2023年に大阪大司教区と高松司教区の統合により設立された。司教座聖堂は大阪高松カテドラル聖マリア大聖堂（カトリック玉造教会）。

## 概要
司教座聖堂
- 大阪高松カテドラル聖マリア大聖堂（カトリック玉造教会）
  - なお、旧高松教区司教座教会（カトリック桜町教会）は玉造とともに司教座の置かれた教会として共同司教座聖堂となった[3]。

教区の保護聖人
- ロザリオの聖母[3]

教区長
- 大司教トマス・アクィナス前田万葉

管轄区域
- 大阪府、兵庫県、和歌山県、香川県、愛媛県、徳島県、高知県

## 沿革
- 2023年（令和5年）
  - 8月15日 - 教皇フランシスコにより、大阪大司教区と高松教区を統合し、新たな大司教区を設立することが発表される。また、初代大司教には前田万葉枢機卿が任命される[4][5]。
  - 10月4日 - 日本語における教区の正式名称を「大阪高松大司教区」とすることが発表される[6]
  - 10月9日 - 大阪高松カテドラル聖マリア大聖堂においてカトリック大阪高松大司教区設立式ミサが執り行われる。なお、当初予定されていた大司教着座式は教皇庁福音宣教省の指示により行われなかった[3]。
  - 11月11日 - カトリック桜町教会において大阪高松大司教区設立感謝ミサが執り行われる。

## 歴代教区長
大司教（教区長）
- 初代 - トマス・アクィナス前田万葉 2023年 -

補佐司教
- パウロ酒井俊弘[7] 2023年 -

## 所在地
教区本部事務局
- 〒540-0004 大阪府大阪市中央区玉造二丁目24番22号

旧高松教区本部事務局
- 〒760-0074 香川県高松市桜町一丁目8番9号